# Desselgem
Desselgem é  uma vila belga pertencente ao  município de Waregem, na província de Flandres Ocidental. Até 1977 era um município independente, altura em que foi extinto.

## Geografia
Desselgem fica perto das localidades de Wielsbeke, Vive-Saint-Éloi, Waregem , Deerlijk, Beveren e Ooigem.
Desselgem encontra-se a alguns quilómetros a oeste do centro de Waregem, ao longo do rio Lys. No lado oposto, ligada por uma ponte encontra-se a vila de Ooigem. Devido a uma intensa urbanização as aglomerações de Beveren e Desselgem formam apenas uma.

## História
A história da vila remonta ao período franco, quando a vila estava sob domínio de Thraswald. O nome  Thrassaldingehem transformou-se através dos séculos para dar a Desselgem actual.
Os primeiros documentos escritos mencionando Desselgem remontam a de 950, quando o Conde de Flandres Arnoul deu um feudo à abadia de Saint-Pierre de Gand a propriedade situada em torno da quinta. As minas só serão estabelecidas quando esta quinta ficou conhecida com o nome de Munkenhof. O feudo que se estendia também a Beveren e a partes das vilas de Waregem e de Deerlijk, ficou nas suas mãos até ao século XVIII.